# Memminger Jahrmarkt

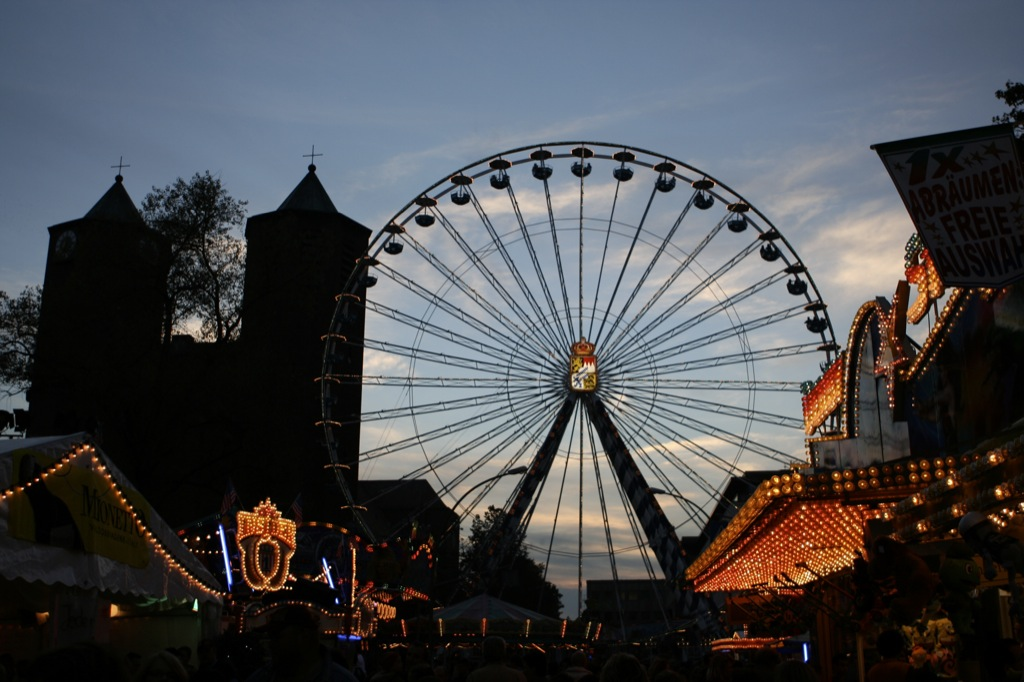
Das Riesenrad auf dem Jahrmarkt. Im Hintergrund St. Josef

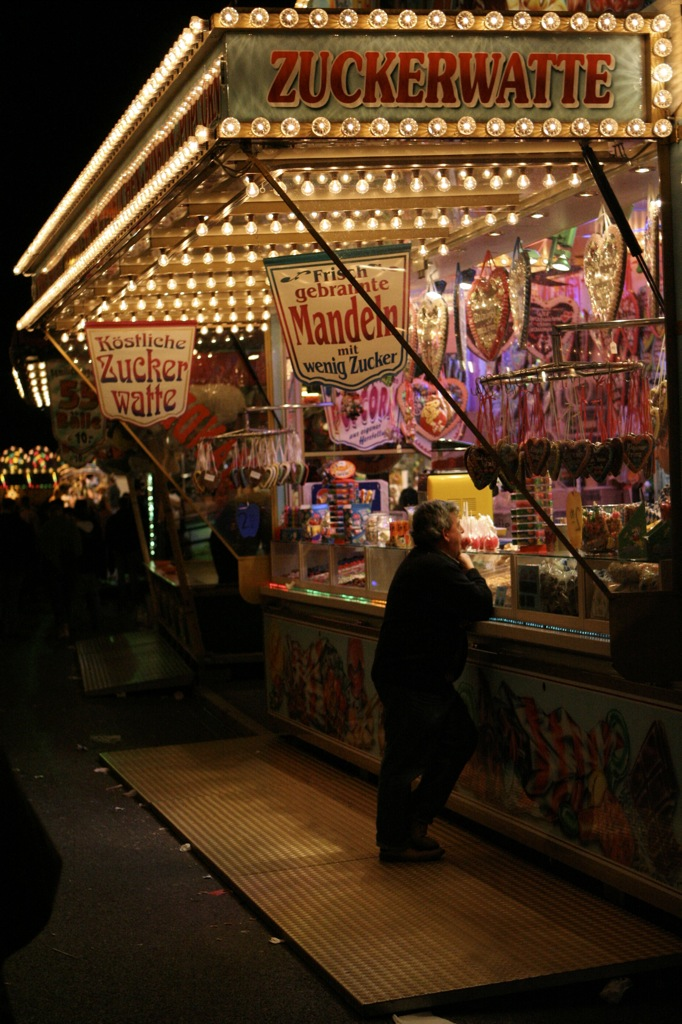
Süßigkeitenstand auf dem Jahrmarkt

Der Memminger Jahrmarkt ist eine seit 1541 abgehaltene Marktveranstaltung im oberschwäbischen Memmingen in Bayern. Er ist mit über 150.000 Besuchern pro Jahr eine der bedeutendsten Veranstaltungen in Memmingen. Gleichzeitig ist er während der Zeit des Krämermarktes von Dienstag bis Donnerstag mit rund 500 gewerblichen Ständen der größte Innenstadtjahrmarkt Süddeutschlands. Der Markt findet seit dem Jahr 1730 immer in der Woche vor dem Todestag des Heiligen Gallus (16. Oktober) statt.

## Geschichte
Der erste Markt in Memmingen war der Wochenmarkt nach dem Aftermeedig. Am 8. Februar 1286 gestattete König Rudolf von Habsburg der Stadt, jede Woche den seit geraumer Zeit stattfindenden Wochenmarkt abzuhalten.

Seit dem 14. Juli 1541 ist auch der jährlich stattfindende Jahrmarkt belegt: Kaiser Karl V. erteilte der Stadt Memmingen an diesem Tag die Erlaubnis, den bis dahin am St. Ulrichstag (4. Juli) stattfindenden Jahrmarkt auf eine andere beliebige Zeit zu verlegen, „weil da viel Leut’ noch bei der Feldarbeit seien“. Dadurch ist auch belegt, dass es bereits davor einen Jahrmarkt gegeben haben muss. In anderen vergleichbaren Reichsstädten ist das Privileg des Jahrmarkts in der ersten Hälfte des 14. Jahrhunderts nachgewiesen, so dass davon ausgegangen werden kann, dass er auch bereits in Memmingen seit dieser Zeit abgehalten wurde.

## Verlängerung auf vier Tage und Verlegung auf den St. Gallustag

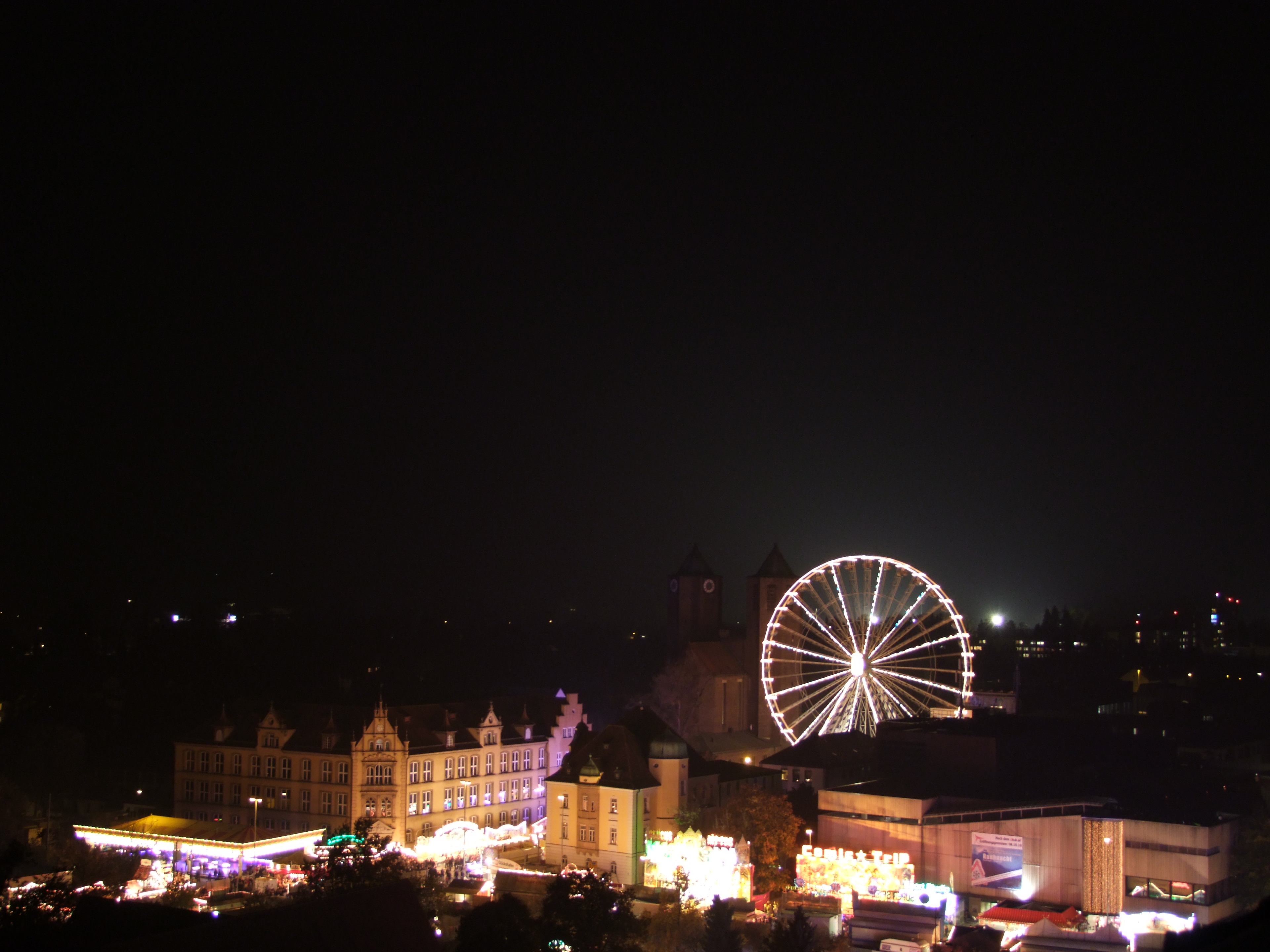
Der Jahrmarkt vom Martinsturm aus gesehen

Aus der Döderlein-Chronik geht hervor, dass der Memminger Jahrmarkt, der zuvor drei Tage gedauert hatte, im Jahr 1730 auf vier Tage verlängert wurde. Des Weiteren verfügte in diesem Jahr der Magistrat der Stadt, dass der Markt künftig immer am „Dienstag vor Galli“ (16. Oktober) stattfinden soll. Dies geht aus der Veröffentlichung in den Memminger Neuigkeiten aus dem Jahr 1797 eindeutig hervor:

„Dem Publiko wird hiermit zu wissen gemacht, daß der allhiesige Jahrmarkt vor heuer wiederum auf Dienstag vor Galli, als den 13. Oktober, nächsthin den Anfang nehmen und die nachfolgenden drey Tage continuieren solle. Anbey wird aber auch angezeigt, daß keine Marktschreyer und Glückshäfen, auch Brentenspiele werden gestattet werden. Memmingen, den 1. Sept. 1797 Canzleys allda“

Der Marktplatz, die Gute Stube der Stadt, war im 15. und 16. Jahrhundert der Ort des Jahrmarktes. Erst im Jahr 1806 wurde die Verlegung auf den Weinmarkt und die Ausweitung über den Rossmarkt, den Schweizerberg zum Westertorplatz hin, nach Osten entlang der gesamten Maximilianstraße beschlossen. Erst nach dem Abbruch eines Hauses am Schweizerberg und eines Teils der alten Stadtmauer, um einen Zugang zur im Bau befindlichen Bismarckschule zu schaffen, konnte ab 1901 der Westertorplatz einbezogen werden. Dies belegen Bilder aus dem Jahr 1903.
In den Kriegsjahren 1917 und 1918 fand kein Jahrmarkt statt. Bis 1938 wurde der Jahrmarkt wieder unverändert abgehalten. Bei Kriegsausbruch im Jahr 1939 musste er allerdings abgesagt werden. Der Stadtmagistrat befürchtete, dass die Einzelhandelsgeschäfte durch Hamsterkäufe „ausgeraubt“ würden. Zwischen 1940 und 1943 fand der Jahrmarkt wieder statt, die Zahl der Schausteller und Krämer blieb jedoch weit hinter der der Vorkriegszeit zurück.
Im Jahr 1944 konnte wegen der Gefahr der Bombardierung kein Jahrmarkt stattfinden. Auch während der Besatzungszeit 1945 fand kein Jahrmarkt statt.

## Nachkriegszeit
Seit 1946 wird der Jahrmarkt wieder ununterbrochen abgehalten. Zwischen 1955 und 1964 fand neben dem traditionellen Jahrmarkt um Galli im zeitigen Frühjahr das Volksfest statt. Bedingt durch die enorme Lärmbelästigung (bei diesem Volksfest gab es auch ein Bierzelt) musste diese Veranstaltung auf Beschluss des Stadtrates wieder eingestellt werden.
Mit dem Bau des Kaufhauses Karstadt am Königsgraben im Jahr 1975 wurde auch ein Teil des Westertorplatzes abgesenkt. Dies machte die Ausweitung des Marktes auf den St.-Josefs-Kirchplatz und den Königs- und Kaisergraben nötig. Den bis dahin auf dem Kirchplatz angesiedelten Geschirrmarkt verlegte man auf den Hallhof. Dadurch konnte die restliche Fläche des Hallhofs dem Krämermarkt zur Verfügung gestellt werden.
Die Besonderheit des Memminger Jahrmarktes ist seine Zweiteilung. Von Samstag vor Galli bis Sonntag nach Galli, also neun Tage lang, findet der Rummel statt. Von Dienstag vor Galli bis zum Donnerstag ist die Zeit des Krämermarktes. Am ersten Jahrmarktsonntag haben die Einzelhandelsgeschäfte ebenfalls von 13 bis 17 Uhr geöffnet.